# Oreosphacus
Oreosphacus é um género botânico pertencente à família Lamiaceae.

## Espécie
Oreosphacus parvifolia

## Nome e referências
Oreosphacus Phil.